# Gnomidolon fraternum
Gnomidolon fraternum es una especie de escarabajo longicornio del género Gnomidolon, categorizada en la tribu Hexoplonini, de la subfamilia Cerambycinae. Fue descrita por Martins en 1971.

## Descripción
Mide 6-19 mm de longitud.

## Distribución
Se distribuye por Brasil.